# Ingrid Loschek
Ingrid Loschek (* 9. Februar 1950 in Wien; † 5. März 2010 in München) war eine österreichische Hochschullehrerin und Spezialistin für die Geschichte der Mode.

## Leben
Ingrid Loschek studierte in Wien und Manchester Theaterwissenschaften und Kostümgeschichte, wurde 1973 in Wien promoviert und lebte in München.
Sie lehrte ab 1995 als Professorin Modegeschichte und Modetheorie an der Hochschule für Gestaltung, Technik und Wirtschaft in Pforzheim. Als Gastgelehrte dozierte sie 1995/96 an der Harvard University sowie 2004 an der Japan Women’s University, Tokio, in Zusammenhang mit einem Forschungsprojekt über Women’s Emancipation from 1850s to 1990s communicated by Fashion. 2004 leitete sie einen Fashion-Workshop in Hanoi und Saigon anlässlich des Performing Art Festival der ASEM V Gipfelkonferenz. 2005 hielt sie Vorlesungen als Gastprofessorin an der Helwan University in Kairo und in El-Mansura, Ägypten.
1998 erhielt sie den Europäischen Mode-Initiativpreis der Kultur-Fördergemeinschaft der Europäischen Wirtschaft.
Im Laufe ihres Wirkens legte sie ein Archiv an, bestehend aus Büchern, Modezeitschriften, Fotos und Dias, das nach ihrem frühen Tod im März 2010 die Landesinnung Wien der Mode und Bekleidungstechnik erhielt. Die Exponate wurden 2016 erstmals der Öffentlichkeit präsentiert.

## Forschung und Lehre
Ingrid Loschek beschäftigte sich mit Mode der Vergangenheit, Gegenwart und Zukunft. Ihre interdisziplinären Forschungen erstreckten sich auf soziologische und ethnologische Komponenten der Mode, auf Innovationstheorien in der Mode sowie auf die Wechselwirkung von Mode und Kunst.

## Publikationen (Auswahl)
- Wann ist Mode? Strukturen, Strategien und Innovationen. Reimer, Berlin 2007, ISBN 978-3-496-01374-7.
- Authentisch kopiert – Mode aus dem 20. Jahrhundert. In: Zeitschrift der Gesellschaft für Historische Waffen- und Kostümkunde. Bd. 45, Nr. 1, 2003, ISSN 0042-9945, S. 67–76.
- Fashion of the Century. Chronik der Mode von 1900 bis heute. Battenberg, Augsburg 2001, ISBN 3-89441-441-3.
- mit Beate Schmid (Hrsg.): Klassiker der Mode. Die Erfolgsgeschichte legendärer Kleidungsstücke und Accessoires. Battenberg, Augsburg 1999, ISBN 3-89441-380-8.
- Die Modedesigner. Ein Lexikon von Armani bis Yamamoto (= Beck'sche Reihe. 1249). Beck, München 1998, ISBN 3-406-42049-4 (Mehrere Auflagen, später als: Modedesigner. Ein Lexikon von Armani bis Yamamoto (= Beck'sche Reihe. 1249). 2., erweiterte Auflage. Beck, München 2002, ISBN 3-406-47642-2).
- Mode und Architektur in der zweiten Hälfte des 20. Jahrhunderts – Ein stilistischer Vergleich. In: Zeitschrift der Gesellschaft für Historische Waffen- und Kostümkunde. Bd. 40, Nr. 1/2, 1998, S. 17–32.
- Accessoires. Symbolik und Geschichte. Bruckmann, München 1993, ISBN 3-7654-2629-6.
- Mode. Verführung und Notwendigkeit. Struktur und Strategie der Aussehensveränderungen. Bruckmann, München 1991, ISBN 3-7654-2428-5.
- Reclams Mode- und Kostümlexikon. Reclam, Stuttgart 1987, ISBN 3-15-010343-6 (Mehrere Auflagen).
- Mode im 20. Jahrhundert. Eine Kulturgeschichte unserer Zeit. Bruckmann, München 1978, ISBN 3-7654-1726-2 (Mehrere Auflagen).
- als Bearbeiterin: Max von Boehn: Die Mode. Bearbeitet von Ingrid Loschek. 2 Bände. Bruckmann, München 1976,  (Mehrere Auflagen);
  - Band 1: Eine Kulturgeschichte vom Mittelalter bis zum Barock. ISBN 3-7654-1656-8;
  - Band 2: Eine Kulturgeschichte vom Barock bis zum Jugendstil. ISBN 3-7654-1680-0.
- Entwicklung zum Naturalismus auf der Englischen Sprechbühne in Hinblick auf die zeitgenössische Dramatik. Ein Beitrag zur englischen Theatergeschichte des 19. Jahrhunderts. Wien 1973, OCLC 894761604 (Wien, Universität, Dissertation, 1973).